# Эволюционная хронология гоминидных таксонов
Эволюционная хронология гоминидных таксонов — краткий обзор эволюционного развития предгоминид и гоминид по временны́м границам их происхождения, включающий вид Homo sapiens.
В разное время нашими прямыми предками считались разные ископаемые обезьяны и этот вопрос остаётся открытым. Почти ничего не известно о строении рук и ног большинства этих обезьян, чтобы решить имел ли кто из них возможность передвигаться на двух, а не на четырёх конечностях. Возможным основателем семейства гоминид может быть уранопитек, кости которого были обнаружены на севере Греции, живший около 10 миллионов лет назад. Этот вид вполне может быть предком современных человекообразных обезьян и человека.
Генетический метод сравнения ДНК человека и обезьян показал, что 8—4 миллиона лет назад произошло разделение путей наших предков и предков современных человекообразных обезьян. Скорее всего сначала от основного ствола отделились предки орангутана, гориллы, а потом шимпанзе. Это означает, что с шимпанзе у современного человека более близкие родственные отношения. Сопоставление ДНК человека и шимпанзе указывает на то, что их последний общий предок жил примерно в период от 5 до 4 (по другим данным до 2) миллионов лет назад. Эта дата в общем совпадает с имеющимися данными по находкам костей. Фрагментарность многих ископаемых не позволяет определить и чётко отнести принадлежность находок к тому или иному виду. Главным источником сведений о самых ранних стадиях происхождения человека были и остаются кости австралопитеков, которых много сохранилось в отложениях возрастом от 4 до 2 миллионов лет, и новых находок становится всё больше.
Накопленный антропологический и археологический материал позволил уточнить время и географическую локализацию древних гоминин. Именно в Восточной Африке (современные территории Эфиопии и Кении) образовалась первая человеческая популяция — 2,4 млн лет назад (возможно и ранее).
С обнаружением новых ископаемых находок, совершенствованием методов палеоантропологической диагностики и филогенетической систематики вполне закономерным является пересмотр ранее сложившихся представлений и о видовом статусе этих находок, и об их месте в общей классификационной системе.
| (Надсемейство) Гоминоиды (лат. Hominoidea)                                 |                                | |                             |
| Бесхвостые человекообразные обезьяны                                       | 35—25 млн л. н.                | Отсутствие хвоста, более крупное тело. Переход с деревьев на землю. 20 млн л. н. отделились гиббоновые. |                             |
| (Семейство) Гиббоновые (лат. Hylobatidae)                                  |                                | |                             |
| Настоящие гиббоны Номаскусы Сиаманги Хулоки                                | 30 млн л. н.                   | Бесхвостые приматы, обитающие в Юго-Восточной Азии; образ жизни — моногамный. 20 млн. л. н. — отделение ветви гиббонов. |                             |
| (Семейство) Гоминиды (лат. Hominidae)                                      |                                | |                             |
| (Подсемейство) Понгины (лат. Ponginae)                                     |                                | |                             |
| Орангутаны                                                                 |                                | 16—13 млн. л. н. Отделение ветви орангутангов |                             |
| (Подсемейство) Гоминины (лат. Homininae)                                   |                                | |                             |
| (Триба) Гориллини (лат. Gorilla)                                           |                                | |                             |
| Гориллы                                                                    |                                | 10 млн л. н. Отделение линии гориллы |                             |
| (Триба) Гоминини (лат. Hominini)                                           |                                | |                             |
| (Подтриба) Панина (лат. Pan)                                               |                                | |                             |
| Обыкновенный шимпанзе Карликовый шимпанзе                                  |                                | Разделение предков шимпанзе и человека произошло 8—5 млн л. н., а общий предок человека и шимпанзе предположительно жил ещё от 5 до 2 млн л. н. |                             |
| (Подтриба) Гоминина (лат. Hominina)                                        |                                | |                             |
| (Род) Сахелантропы (Группа: ранние австралопитековые)                      |                                | |                             |
| Сахелантроп чадский (Sahelanthropus tchadensis)                            | 7—6 млн л. н.                  | Первый прямоходячий обезьяночеловек, обнаруженный в республике Чад. Средний рост 1,5 м, объём мозга около 380 см3. |                             |
| (Род) Оррорины (Группа: ранние австралопитековые)                          |                                | |                             |
| Оррорин (Orrorin tugenensis)                                               | 6,2—5,6 млн л. н.              | Предчеловек с чётко выраженным прямохождением, обитавший на территории современной Кении. Средний рост 1,3 м |                             |
| (Род) Ардипитеки (Группа: ранние австралопитековые)                        |                                | |                             |
| Ардипитек (Ardipithecus kadabba)                                           | 5,5—5,2 млн л. н.              | Предчеловек из Эфиопии. Рост 1,5 м |                             |
| Ардипитек (Ardipithecus ramidus)                                           | 4,4 млн л. н.                  | Предчеловек из Эфиопии. Рост 1,2 м, вес 40 кг | Реконструкция скелета       |
| (Род) Кениантропы (Группа: грацильные австралопитековые)                   |                                | |                             |
| Кениантроп (Kenyanthropus platyops) («плосколицый кенийский человек»)      | 3,3 млн л. н.                  | Предчеловек, обнаруженный в современной Кении. Имел выраженные признаки рода австралопитеков. Объём мозга 550 см3 |                             |
| (Род) Австралопитеки (лат. Australopithecus)                               |                                | |                             |
| Ранние                                                                     |                                | |                             |
| Анамский австралопитек (Australopithecus anamensis)                        | 4,2—3,9 млн л. н.              | Вид рода австралопитеков, обитавший в Кении |                             |
| Грацильные                                                                 |                                | |                             |
| Афарский австралопитек (Australopithecus afarensis)                        | 3,9 (4,4)—2,5 млн л. н.        | Маленький вид австралопитеков, обитавший в Кении и Эфиопии. Рост — 1—1,5 м, вес — около 30—60 кг, объём мозга — 400—430 см3 |                             |
| Бахр-эль-газальский австралопитек (Australopithecus bahrelghazali)         | 3,5—3 млн л. н.                | Самая западная находка найдена в Чаде |                             |
| Африканский австралопитек (Australopithecus africanus)                     | 3,5—2,4 млн л. н.              | Обнаружен в Южной и Восточной Африке. Имел более объёмный череп. Рост около 1—1,5 м, вес 20—45 кг, объём мозга — около 425—450 см3 |                             |
| Австралопитек гархи (Australopithecus garhi)                               | 2,5 млн л. н.                  | Найден в Эфиопии. Возможно являются «переходным звеном» от рода австралопитеков к роду людей. Объём мозга A. garhi, равный 450 см3 |                             |
| (Род) Парантропы (лат. Paranthropus) (Группа: массивные австралопитековые) |                                | |                             |
| Эфиопский парантроп (Paranthropus aethiopicus)                             | 2,6—2,3 млн л. н.              | Из Восточной Африки (Эфиопия, Кения) с сильно развитой челюстью, костистым гребнем на черепе, крупными зубами. Объём мозга 420 см3 |                             |
| Парантроп Бойса (Paranthropus boisei) («человек, разгрызающий орехи»)      | 2,1—1,1 млн л. н.              | Предчеловек из Восточной Африки, с крупными зубами. Рост 1,4 м, вес 35—50 кг, объём мозга 450—545 см3 |                             |
| Массивный парантроп (Paranthropus robustus)                                | 2—1,2 млн л. н.                | Обнаружен в Южной Африке; считается родственным австралопитекам. Объём мозга 520 см3 |                             |
| (Род) Люди (лат. Homo)                                                     |                                | |                             |
| Ранние «Homo»                                                              |                                | |                             |
| Человек рудольфский (Homo rudolfensis) или (Pithecanthropus rudolfensis)   | 2,5—1,8 млн л. н.              | Первый древнейший человек, обнаруженный на территории современной Кении. Средний рост 1,55 м, вес 45 кг |                             |
| Человек умелый (Homo habilis) или (Australopithekus habilis)               | 2,1—1,6 млн л. н.              | Древнейший человек из Восточной Африки, найденный в Танзании; затем в Кении и Эфиопии. Рост 1,3—1,45 м, вес 25—45 кг, объём мозга 500—650 см3, наличии центра речи — центра Брока. |                             |
| Архантропы (древнейшие люди, «питекантроповые»)                            |                                | |                             |
| Человек работающий (Homo ergaster)                                         | 1,8—1,4 (1,2) млн л. н.        | Ранний восточно-африканский Homo erectus; расселился в Азию, эволюционно развивался в Homo erectus. Рост 1,8 м, объём мозга примерно 900 см3. | Реконструкция облика        |
| Человек грузинский (Homo georgicus)                                        | 1,75 млн л. н.                 | Древнейший человек из Грузии, подобный раннему Homo erectus. Рост 1,45—1,65 м, вес 50—60 кг, объём мозга примерно 550—780 см3. |                             |
| Человек прямоходящий (Homo erectus)                                        | 1,8—0,4 млн л. н.              | Мог быть непосредственным предком современных людей. Эволюционировал от Человека рудольфского. Объём мозга достигал 850—1200 см3. Рост до 1,5 м | Реконструкция внешнего вида |
| Человек предшествующий (Homo antecessor)                                   | 780 тыс. л. н.                 | Найден на территории современной Испании. Предположительно исторически первый человек в Европе. Лицо имело сходство с лицом современного человека. Рост 1,7 м, объём мозга 1100 см3. Считается предшественником неандертальца и кроманьонца. |                             |
| Гейдельбергский человек (Homo heidelbergensis)                             | 600—200 тыс. л. н.             | Промежуточный вид (пре-палеоантроп) между архантропами и палеоантропами (неандертальцами). Африку покинул 800 тыс. л. н. В Европе жил 500—100 тыс. л. н. 200—150 тыс. л. н. произошло разделение линий, ведущих к неандертальцам и кроманьонцам. |                             |
| Палеоантропы (древние люди, «неандерталоиды»)                              |                                | |                             |
| Денисовский человек (Homo denisovensis)                                    | 250—30 тыс. л. н.              | Известен по фрагментарному материалу из Денисовой пещеры в Солонешенском районе Алтайского края России, а также челюсти, найденной в Китае. 40 тыс. л. н. денисовцы населяли ареал, пересекающийся по времени и месту с территориями в Азии, где жили неандертальцы и современные люди. |                             |
| Человек неандертальский (Homo neanderthalensis)                            | 200—27 тыс. л. н.              | Занимал обширную территорию в Европе, Передней Азии, Африке; не встречается в Австралии и Америке, отделённых непреодолимыми для него водными пространствами. Имел массивное телосложение, широкие мощные кости и мускулатуру, короткие конечности, крупную голову на короткой шее, плоское лицо, широкий нос и массивную нижнюю челюсть. Особенностями некоторых форм неандертальцев являются очень большие глазничные отверстия. Рост 155—165 см. Средний объёма черепа — 1200—1400 см3 (у европейского достигал 1600 см3). Ранняя форма — «прогрессивные» существовала в промежутке 200—100 тыс. л. н.; поздняя — «классическая» — 100—27 тыс. л. н. | Реконструкция облика        |
| Неоантропы (современные люди, «кроманьоноподобные»)                        |                                | |                             |
| Человек разумный (Homo sapiens)                                            | 195 тыс. л. н. — современность | Происхождение — Африка. Около 100 тыс. лет назад проник на Ближний Восток, в Европе вытеснил другие формы более древних людей. Объём мозга 1400—1900 см3. | Реконструкция облика        |
| Человек флоресский (Homo floresiensis)                                     | 130—95 тыс. л. н.              | Карликовая форма человека, обнаруженная на острове Флорес (Индонезия). Рост 1 м. Объём мозга 400 см3. | Реконструкция облика        |